# Plectanocnema
Plectanocnema is een geslacht van insecten uit de familie van de Bochelvliegen (Phoridae), die tot de orde tweevleugeligen (Diptera) behoort.

## Soort
- P. nudipes (Becker, 1901)